# Famille de Francqueville
La famille de Francqueville est une famille subsistante de la noblesse française. Elle compte notamment le chevalier d'Abancourt qui fut le dernier ministre de la guerre de Louis XVI.

## Histoire
La famille de Francqueville est originaire de la ville de Cambrai (Nord), à laquelle elle a donné des prévôts depuis 1574.  Elle donna aux XVIIe et XVIIIe siècles des échevins et des baillis de Cambrai.
Au XVIIIe siècle, cette famille donna des présidents, un procureur général et quatre conseillers au parlement de Flandres, à Douai, et un ministre de la guerre du roi Louis XVI du 23 juillet au 9 septembre 1792.
Cette famille a été admise à l'ANF le 26 mai 1951.
Le musée de Cambrai s'est fixé dans l'hôtel de Francqueville, en cœur de ville.

## Branches
La famille de Francqueville a formé en France deux branches subsistantes : la branche ainée, dite d'Abancourt, s'est établie en 1786 à Remiencourt, dans l’arrondissement d’Amiens, en Picardie ; la branche cadette, dite de Bourlon, est toujours présente dans le Cambrésis.

## Filiation
- Balthazar de Francqueville épouse Isabelle Gillet
  - Antonin de Francqueville ( -1496) épouse Jeanne Le Sellier
    - Anselme de Francqueville ( -1535) épouse Marguerite Rosel ( -1546)
      - Pierre de Francqueville ( -1587) épouse Jeanne Pouchard
        - Charles de Francqueville ( -1618) épouse Françoise Le Carlier
          - Nicolas de Francqueville ( -1646) épouse Anne Le Comte
            - Jacques de Francqueville (1601-1666) épouse Marie Madeleine de Maldonale (1617-1649)
              - Robert de Francqueville (1643-1695) épouse en 1672 Jacqueline Fasse (1648-1701)
                - Jacques de Francqueville (1674-1723) épouse en 1699 Marie Marguerite Gillet ( -1754)
                  - Jean-Baptiste de Francqueville (1700-1764) épouse en 1723 Marie-Anne de Baralle (1696-1771)
                    - Jean-Baptiste Joseph de Francqueville (1728-1803) épouse en 1755 Catherine Marie Joseph  de Francqueville (de Bourlon) (1723-1784) → voir ci-dessous
                      - Jean Louis Bienvenu de Francqueville (1756-1831), maire de Remiencourt, épouse Marie Élisabeth Briet (1761-1825)
                        - Adolphe Alexandre Usmar Alfred de Francqueville d'Abancourt (1790-1873), épouse en 1827 Sophie Françoise Charlotte Thuillier de Monrefuge (1808-1888)
                          - Marie Albéric Henry de Francqueville d'Abancourt (1829-1889), épouse en 1863 Charlotte Gabriel Marie de Taillevis de Perigny (1837-1899)
                            - Jacques de Francqueville d'Abancourt (1868-1954), secrétaire général du Mémorial de France à Saint-Denys et membre du service d'honneur du prince Jacques de Bourbon (1870-1931), qui le décora de l'« ordre » du Lys ou de la Fidélité en 1930[3]
                            - Eugène Georges Marie Xavier de Francqueville d'Abancourt (1869- )

                        - Amédée de Francqueville (1793-1851), maire de Remiencourt, épouse en 1828 Marie Clémentine du Val de Nampty (1810-1873)
                          - Marie Gustave Adalbert de Francqueville (1829-1892), homme politique, maire de Remiencourt, conseiller général du canton de Boves (1871-1881), épouse en 1855 Marie Berthe Alexandrine Lallard de Lebucquière (1830-1912)
                            - Marie Louis Adolphe Jean de Francqueville (1860-1939), peintre, maire de Wargnies (Somme), épouse en 1888 Jeanne Artus de Valois (1866-1975)

                    - Jacques Joseph de Francqueville (1729-1777), échevin de Cambrai, puis secrétaire du roi et garde des sceaux en la chancellerie près le parlement de Flandres, épouse Marie Charlotte Eulalie de Pollinchove (1734-1761)
                      - Charles-Xavier de Francqueville d'Abancourt (1758-1792), ministre de la Guerre

                    - Marie Pélagie Joseph de Francqueville (1733-1793), dernière abbesse de l'abbaye du repos de Notre-Dame de Marquette[4]

                  - Anne-Henriette de Francqueville ( -1777) épouse en 1726 Louis Joseph Dominique de Calonne (1700-1784)
                    - Charles-Alexandre de Calonne (1734-1802), homme politique, ministre de Louis XVI, épouse en 1769 Marie-Joséphine Marquet

                - Jean-Baptiste Joseph de Francqueville, seigneur de Bourlon (1686-1730), conseiller et secrétaire du roi au parlement de Flandres, procureur du roi aux États de Cambrésis, épouse Jeanne Joseph de Baralle (1688-1754)
                  - Jacques-Ladislas de Francqueville (1714-1774) épouse en 1744 Marie Joseph Coll de Fémy
                  - Louis Théodose Joseph de Francqueville (1747-1808), conseiller au parlement en 1777, épouse Françoise Joséphine Pieffort (1755-1808)
                    - Adrien de Francqueville de Bourlon (1780-1849), homme politique, député du Nord, maire de Bourlon, épouse Marie Françoise de Francqueville (1787-1860)
                      - Mathilde de Francqueville (1820-1900) épouse Louis de Rougé (1813-1880)

                  - Catherine Marie Joseph de Francqueville (1723-1784) épouse Jean-Baptiste Joseph de Francqueville (1728-1803) → voir ci-dessus

      - Jean de Francqueville épouse Françoise Brillet
        - Jean de Francqueville épouse Anne Creton de Mauville
          - Jean de Francqueville (1563-1623) épouse Marie Canonne
            - Charles de Francqueville épouse en 1643 Anne Le Carlier (1618-1699)
              - Louis Joseph de Francqueville (1656-1728) épouse en 1699 Agnès Thérèse Fiefvet (1672-1751)
                - Frédéric Ignace de Francqueville (1704-1748) épouse en 1742 Jacqueline Scholastique Blondel (1719- )
                  - Frédéric Joseph de Francqueville (1733-1815), 2e maire de Cambrai, épouse en 1768 Marie Françoise Esther Bourdon de Maugré (1743- )

    - Pierre de Francqueville épouse Marie de Tournai
      - Martin de Francqueville, échevin de Cambrai
        - Pierre de Francqueville (1548-1615), peintre et sculpteur, épouse Lucia di Fabiano Boni

## Branche polonaise
La branche de la famille émigrée en Pologne, descendant d'Augustin d'Abancourt, s'illustre notamment avec Karol d’Abancourt de Franqueville (pl) (1811-1849), exécuté à la suite de son engagement dans la révolution hongroise de 1848, son frère Franz Xaver D'Abancourt de Franqueville (1815-1892), écrivain, historien et journaliste, et le fils de celui-ci, le juriste et homme politique Karol d’Abancourt de Franqueville (pl) (1851-1913), élu à la Diète de Galicie (en). La fille de ce dernier Helena d'Abancourt de Franqueville (1874-1942) est une militante féministe, historienne, écrivaine, biographe et traductrice (notamment de Romain Rolland).

## Galerie

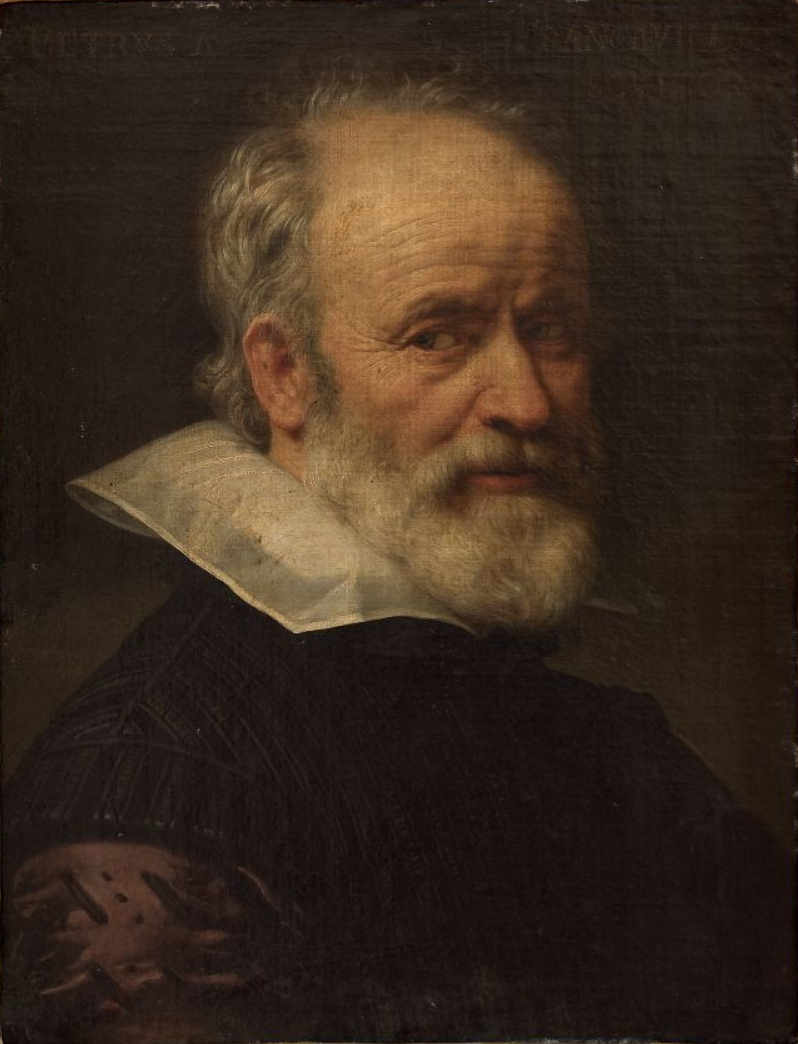
Pierre de Francqueville par Frans Pourbus le Jeune (1548-1615)
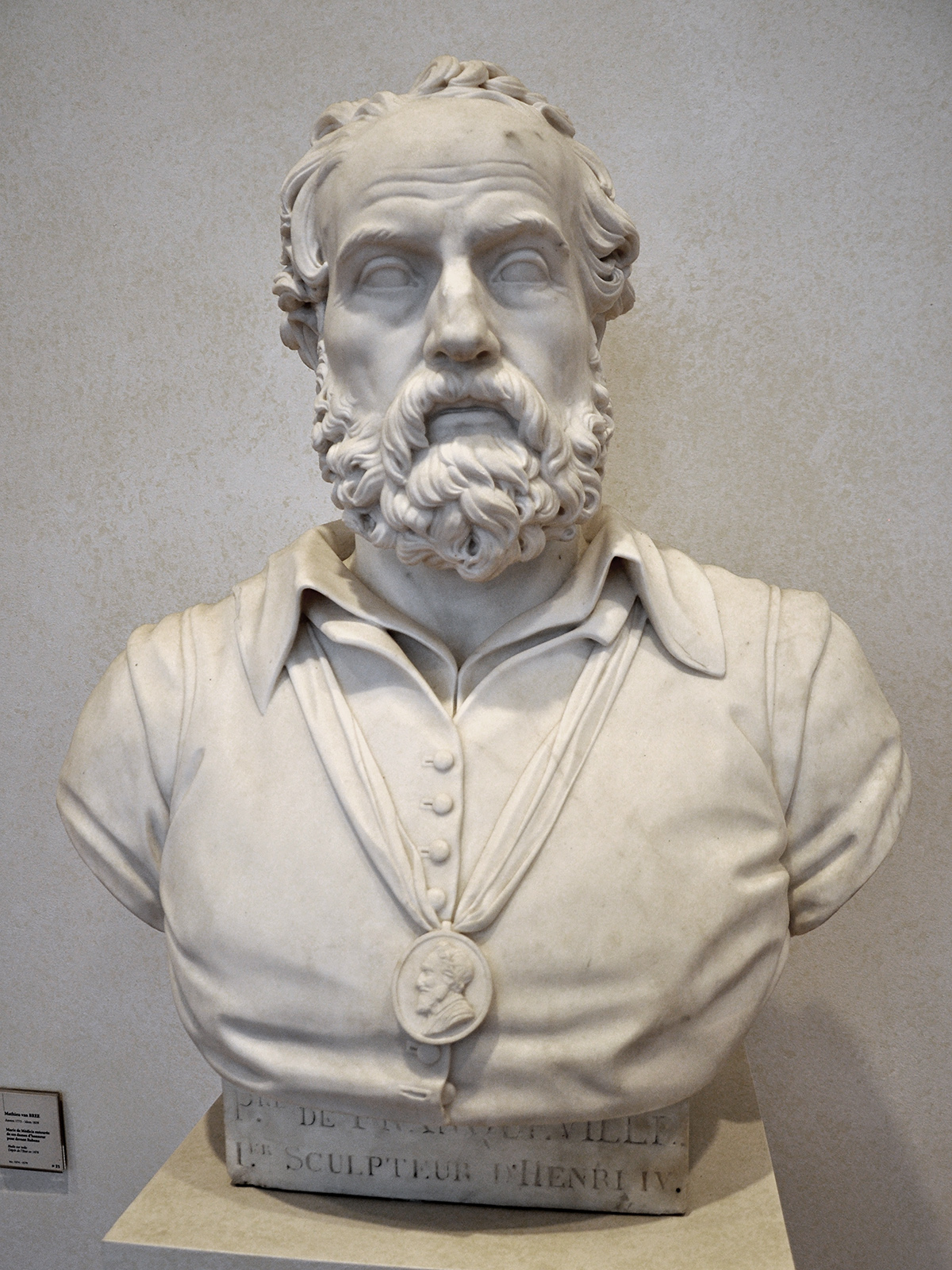
Buste du peintre et sculpteur Pierre de Francqueville (1548-1615)
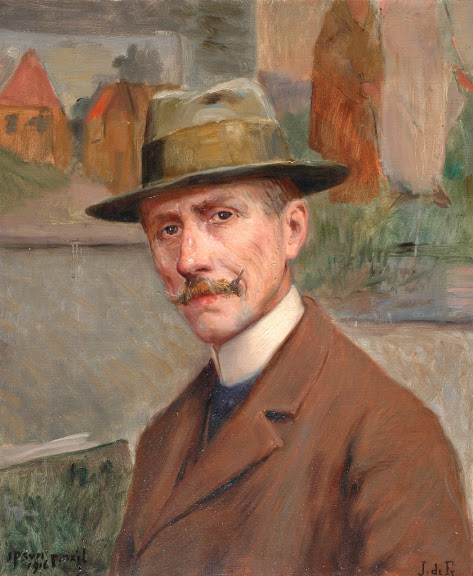
Autoportrait du peintre Jean de Francqueville (1860-1939)

## Armes
- D'azur à une étoile d'or, accompagnée en chef d'un lambel du même.[5]

## Alliances
Les principales alliances de la famille de Francqueville sont : de Calonne (1726),  Thuillier de Monrefuge (1827), du Val de Nampty (1828), de Rougé, Lallard de Lebucquière (1855), de Taillevis de Perigny (1863), de Guillebon (1887), Artus de Valois (1888), Le Vasseur de Bambecque Mazinghem (1891), van Caloen (1922), de Rohan-Chabot, de Mun, d'Ursel, Rouvroy, de Brandt de Galametz, Jochaud du Plessix, de Witasse-Thézy, Leclerc de Hauteclocque, Saint-Bris, La Forest d'Armaillé, van Robais, Ladreit de Lacharrière, Durand de Grossouvre, Waresquiel, Le Gras du Luart, de Rougé.

## Postérité
- rue Henri de Francqueville, La Chaussée-Tirancourt
- rue Adalbert de Francqueville, Remiencourt
- rue Jules de Francqueville, Boves